# 트윙키

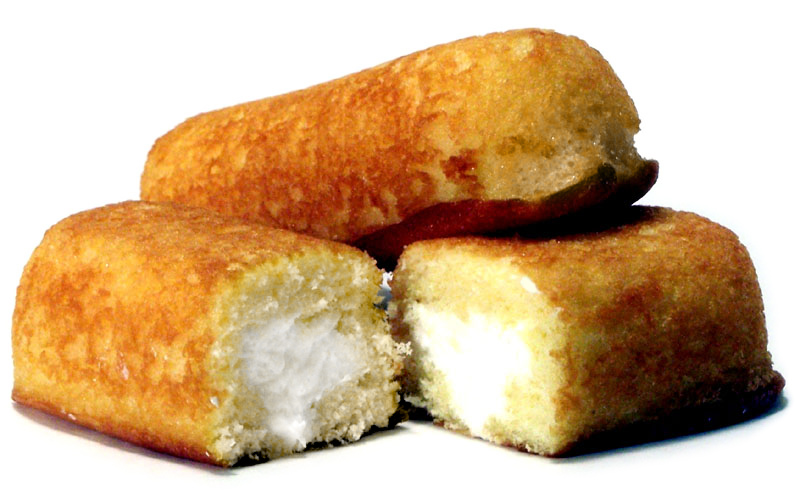
트윙키

트윙키(Twinkie)는 북아메리카의 제과이다. 노란 케이크 안에 하얀 크림이 들어있다. 생김새 때문에 겉보기엔 아시아인이지만 속의 사고방식은 백인인 아시아계 미국인을 지칭하는 속어로도 널리 쓰인다.

## 같이 보기
- 사보이아르디